# Legacy of Evil
Legacy of Evil är det sjätte studioalbumet med det norska black metal-bandet Limbonic Art. Albumet utgavs 2007 av skivbolaget Candlelight Records.

## Låtlista
1. "A Cosmic Funeral of Memories" – 7:39
2. "A Void of Lifeless Dreams" – 4:51
3. "Grace by Torments" – 5:20
4. "Infernal Phantom Kingdom" – 5:30
5. "Legacy of Evil" – 5:37
6. "Lycanthropic Tales" – 6:44
7. "Nebulous Dawn" – 4:42
8. "Seven Doors of Death" – 7:07
9. "Twilight Omen"– 7:22
10. "Unleashed from Hell" – 4:14

- Text: Daemon
- Musik: Limbonic Art

## Medverkande
Musiker (Limbonic Art-medlemmar)
- Daemon (Vidar Jensen) – sång, basgitarr, gitarr
- Morfeus (Krister Dreyer) – sologitarr, elektronik, sång

Produktion
- Limbonic Art – producent
- Morfeus – ljudtekniker, ljudmix, omslagsdesign, omslagskonst
- Tom Kvålsvoll – mastering